# Orachrysops nasutus
The Nosy Blue (Orachrysops nasutus) là một loài bướm ngày thuộc họ Bướm xanh. Nó được tìm thấy ở Nam Phi.
Sải cánh dài 30–38 mm đối với con đực và 25–39 mm đối với con cái. Con trưởng thành bay từ tháng 12 đến tháng 1. Có một lứa một năm.
Ấu trùng ăn Indigofera cuneifolia.

## Phụ loài
- Orachrysops nasutus nasutus (high altitude montane grassland in the Amatolas và miền nam Drakensberg in the East Cape)
- Orachrysops nasutus remus Henning & Henning, 1994 (Lesotho to tây nam KwaZulu-Natal Drakensberg)